# Jaskinia na Wrzosach Południowa
Jaskinia na Wrzosach Południowa lub Schronisko na Wrzosach Południowe – jaskinia w dolinie Wrzosy na Wyżynie Olkuskiej będącej częścią Wyżyny Krakowsko-Częstochowskiej. Znajduje się w skale Wrzosy na lewym brzegu potoku Rudno, pod względem administracyjnym we wsi Rybna, w województwie małopolskim, w powiecie krakowskim, w gminie Czernichów.

## Opis obiektu
Jaskinia  ma duży otwór wejściowy. Ma on szerokość 8 m i północno-zachodnią ekspozycję. Znajdują się w nim duże głazy, ale możliwe jest przejście między nimi. Główną część jaskini tworzy spora komora o wymiarach 6 × 8 m. Od jej północnego końca w głąb skały prowadzi ciasny korytarzyk, możliwy do przejścia tylko w początkowym odcinku. Z południowego końca odchodzi drugi korytarzyk, wychodzący na powierzchnię niewielkim otworem. Jego przejście również możliwe jest tylko w początkowym odcinku. Przestrzenie między głazami zawalającymi wejście do jaskini są wykorzystywane przez zwierzęta (prawdopodobnie przez lisy) – świadczą o tym pozostawione przez nich resztki pożywienia. Czasami miejscowi mieszkańcy instalują w nich pułapki na zwierzęta (wnyki).
Jaskinia powstała w wapieniach z okresu jury późnej na bardziej miękkich warstwach międzyławicowych. Jest to jaskinia krasowa – w jej północnym końcu występują liczne ślady przepływu wody. Nacieki na ścianach niewielkie – małe grzybki i fragmenty cienkich polew. Większość namuliska została usunięta podczas badań archeologicznych. Dno północnej części komory oraz korytarzyków jest skaliste (spąg). Na ścianach przy otworze rosną glony, porosty i mchy (Pohlia nutans i Homalothecium sericeum, paproć zanokcica murowa (Asplenium ruta‑muraria), a na dnie otwory bluszcz pospolity (Hedera helix) i krzewy.
W tej samej grupie skał w dolinie Wrzosy znajduje się jeszcze Jaskinia Mała na Wrzosach i Jaskinia na Wrzosach Północna.

## Historia poznania i eksploracji
Jaskinia znana jest od dawna. Prawdopodobnie po raz pierwszy opisał ją Gotfryd Ossowski, który w 1880 r. prowadził w niej badania archeologiczne. Nie znalazł żadnych zabytków. Stanisław Jan Czarnowski w 1911 r. oznaczył ją (i inne w pobliżu) na mapie jako „Jaskinie na Wrzosach”. W 1951 r. Kazimierz Kowalski opisał jaskinię i sporządził jej plan. W 2000 r. J. Baryła, A. Górny, M. Pruc M, B. Słobodzian, M. Szelerewicz podali jej plan, opis inwentarzowy i nazwę – Schronisko na Wrzosach Południowe.
G. Ossowski w namulisku górnej komory jaskini nie znalazł nic godnego uwagi i określił ją jako jałową archeologicznie. Nie podał stratygrafii namuliska. W latach 2016–2017 grotołazi z Krakowskiego Klubu Taternictwa Jaskiniowego odkryli jednak dolne piętro jaskini. Archeolodzy znaleźli w nim bardzo liczne szczątki kości i fragmenty glinianych naczyń. Najprawdopodobniej pochodziły z górnej partii jaskini. Gliniane szczątki pochodziły z około 15 naczyń i wskazują na to, że jaskinia była okresowo zamieszkiwana przez ludzi zaliczanych do 4 różnych kultur: kultura pucharów lejkowatych, kultura mierzanowicka, kultura łużycka oraz wczesna nowożytność (wiek XIX i początek XX).

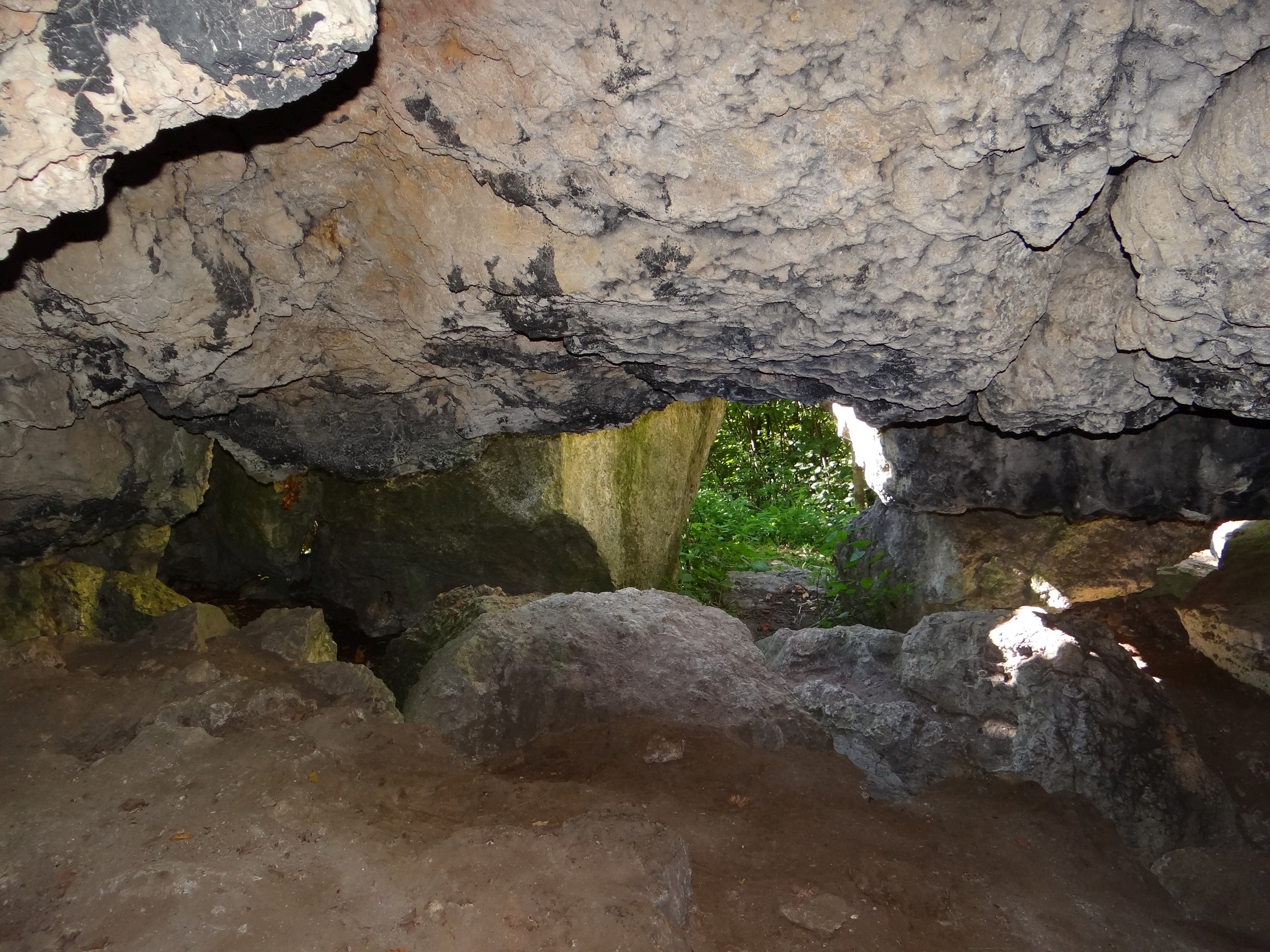
Komora i otwór wejściowy
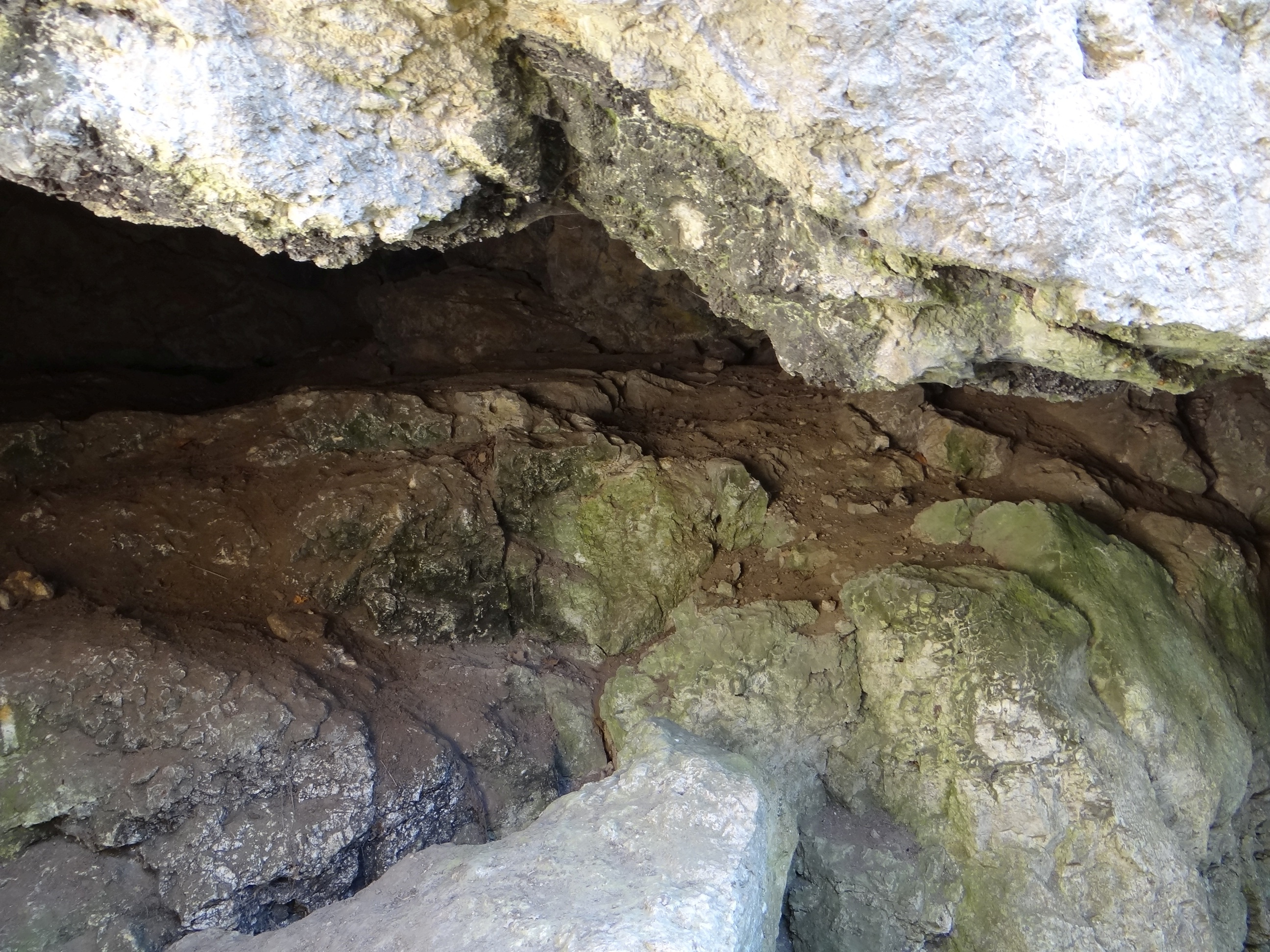
Wejście do komory
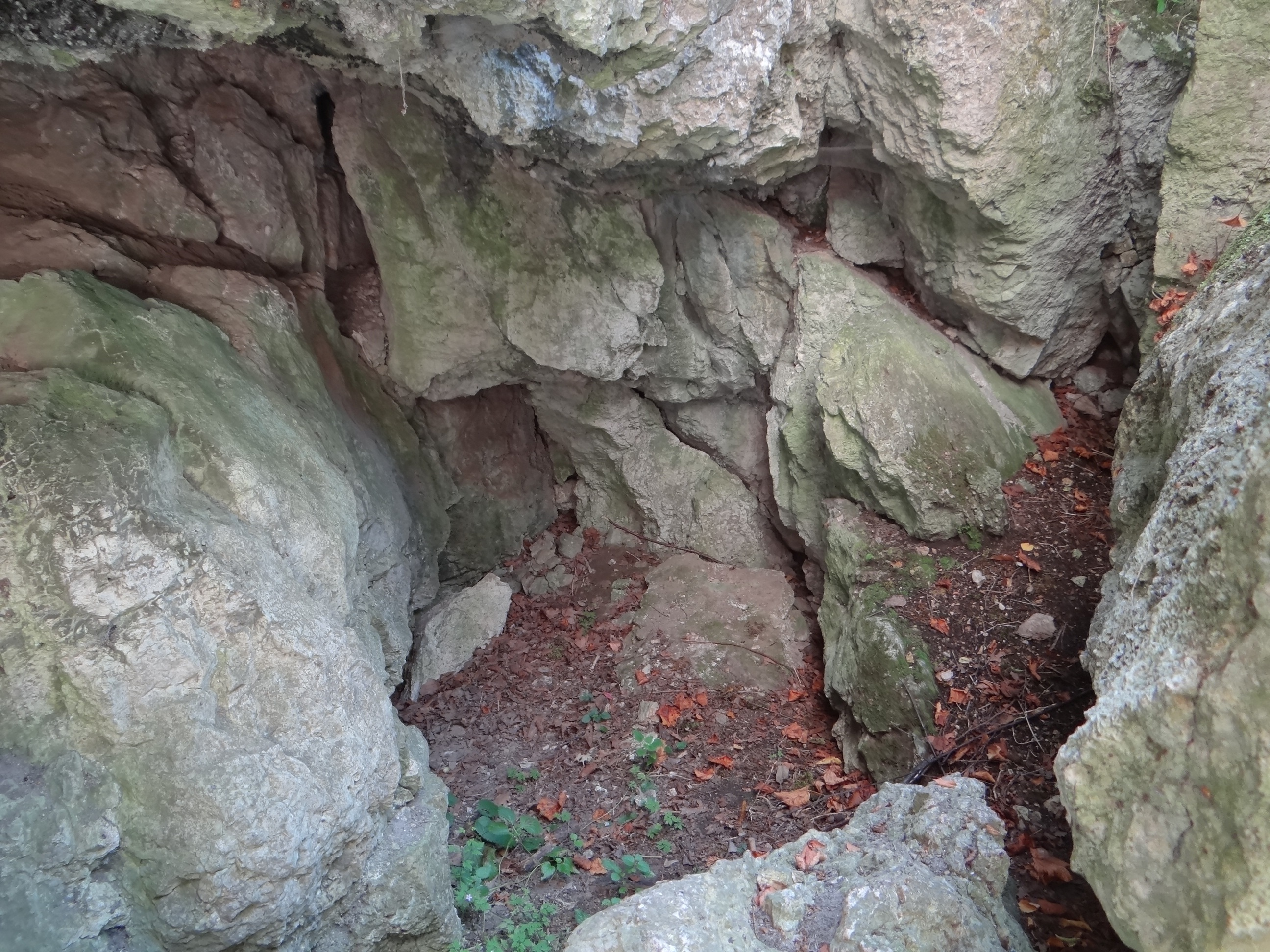
Tylna część komory
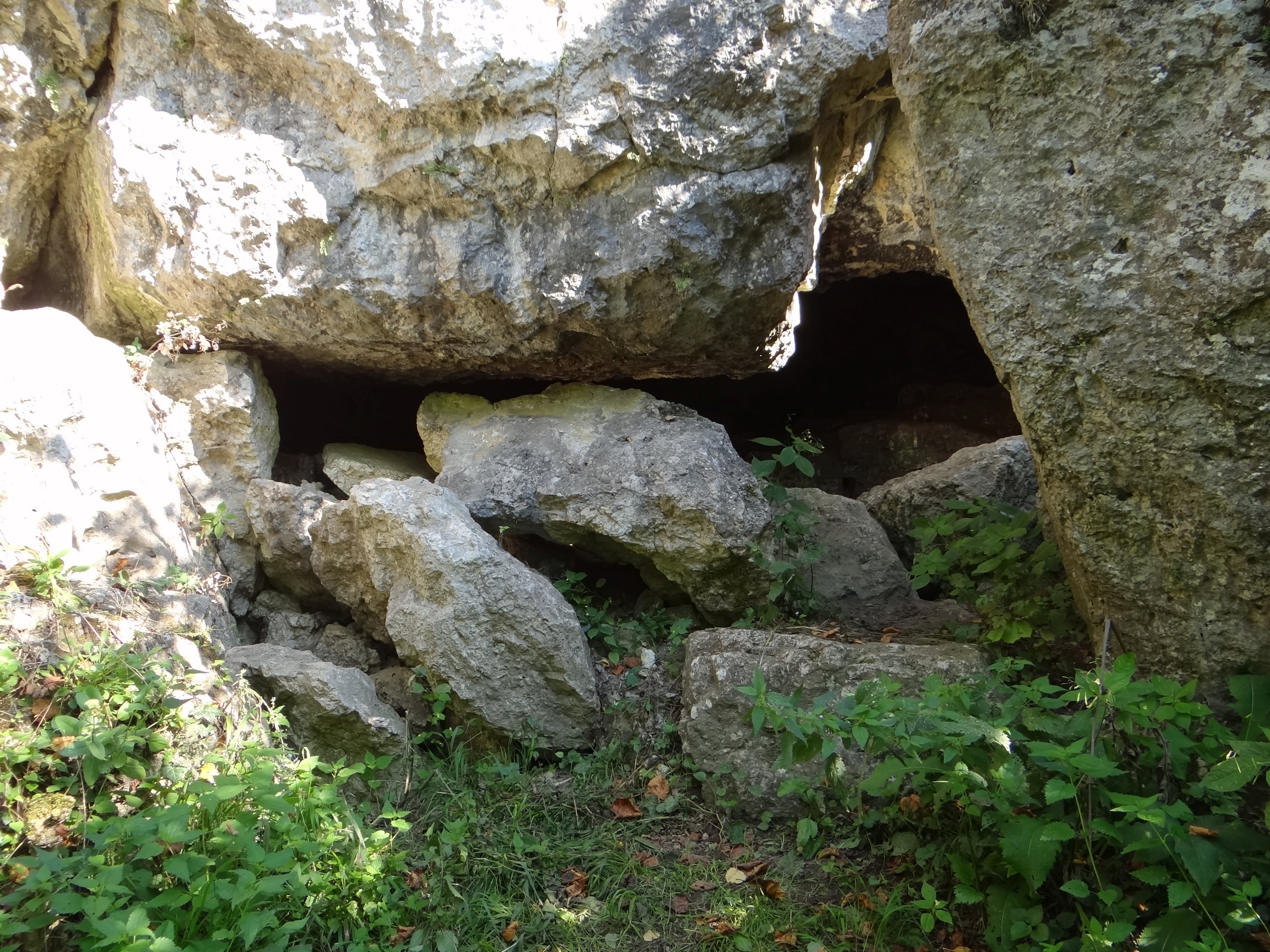
Otwór wejściowy